# Abriès-Ristolas
Abriès-Ristolas (okzitanisch Abries e Ristolàs) ist eine französische Gemeinde mit 379 Einwohnern (Stand 1. Januar 2022) im Département Hautes-Alpes in der Region Provence-Alpes-Côte d’Azur. Sie gehörte zum Arrondissement Briançon und zum Kanton Guillestre.
Sie entstand als Commune nouvelle mit Wirkung vom 1. Januar 2019, indem die bisherigen Gemeinden Abriès und Ristolas fusioniert wurden und in der neuen Gemeinde den Status einer Commune déléguée haben. Der Verwaltungssitz befindet sich im Ort Abriès.

## Gliederung
| Ortsteil                 | ehemaliger INSEE-Code | Fläche (km²) | Einwohnerzahl (2022) |
| ------------------------ | --------------------- | ------------ | -------------------- |
| Abriès (Verwaltungssitz) | 05001                 | 77,13        | 304                  |
| Ristolas                 | 05120                 | 82,18        | 075                  |

## Geographie
Abriès-Ristolas, die östlichste Gemeinde im Département, liegt in den Französischen Alpen und grenzt im Norden, im Osten und im Süden an die Italienische Region Piémont und somit an die Gemeinden Sauze di Cesana, Cesana Torinese, Prali, Bobbio Pellice, Crissolo und Pontechianale. Nachbargemeinden in Frankreich sind Cervières, Aiguilles und Molines-en-Queyras.

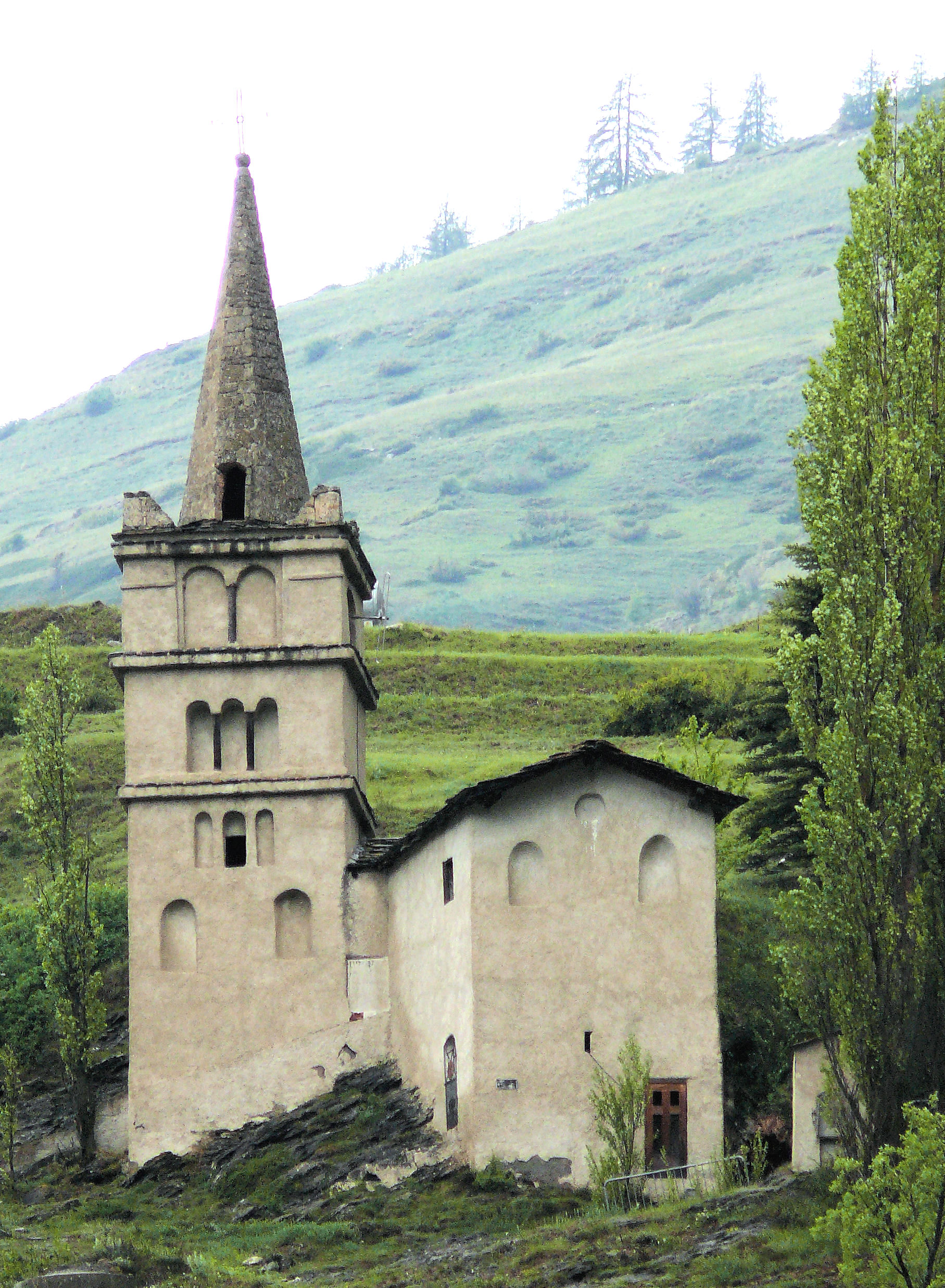
Kirche St-Pierre-St-Paul im Ortsteil Abriès